# Aube
Aube (IPA: [ob]) a 83 eredeti megye (département) egyike, amelyeket a francia forradalom alatt, 1790. március 4-én hoztak létre.

## Elhelyezkedése
Franciaország északi részén terül el, Grand Est régió (2015 végéig Champagne-Ardenne régió) része. A megyét keletről Haute-Marne, délről Côte-d’Or és Yonne, nyugatról Seine-et-Marne, északról pedig Marne megyék határolják.

## Települések
A megye legnagyobb városai 2011-ben:

| Település               | Népesség |
| ----------------------- | -------- |
| Troyes                  | 60 013   |
| Romilly-sur-Seine       | 13 526   |
| La Chapelle-Saint-Luc   | 13 228   |
| Saint-André-les-Vergers | 11 335   |
| Sainte-Savine           | 10 196   |
| Saint-Julien-les-Villas | 6 883    |
| Bar-sur-Aube            | 5 259    |
| Nogent-sur-Seine        | 6 064    |
| Pont-Sainte-Marie       | 4 786    |
| Bar-sur-Seine           | 3 233    |

## Galéria

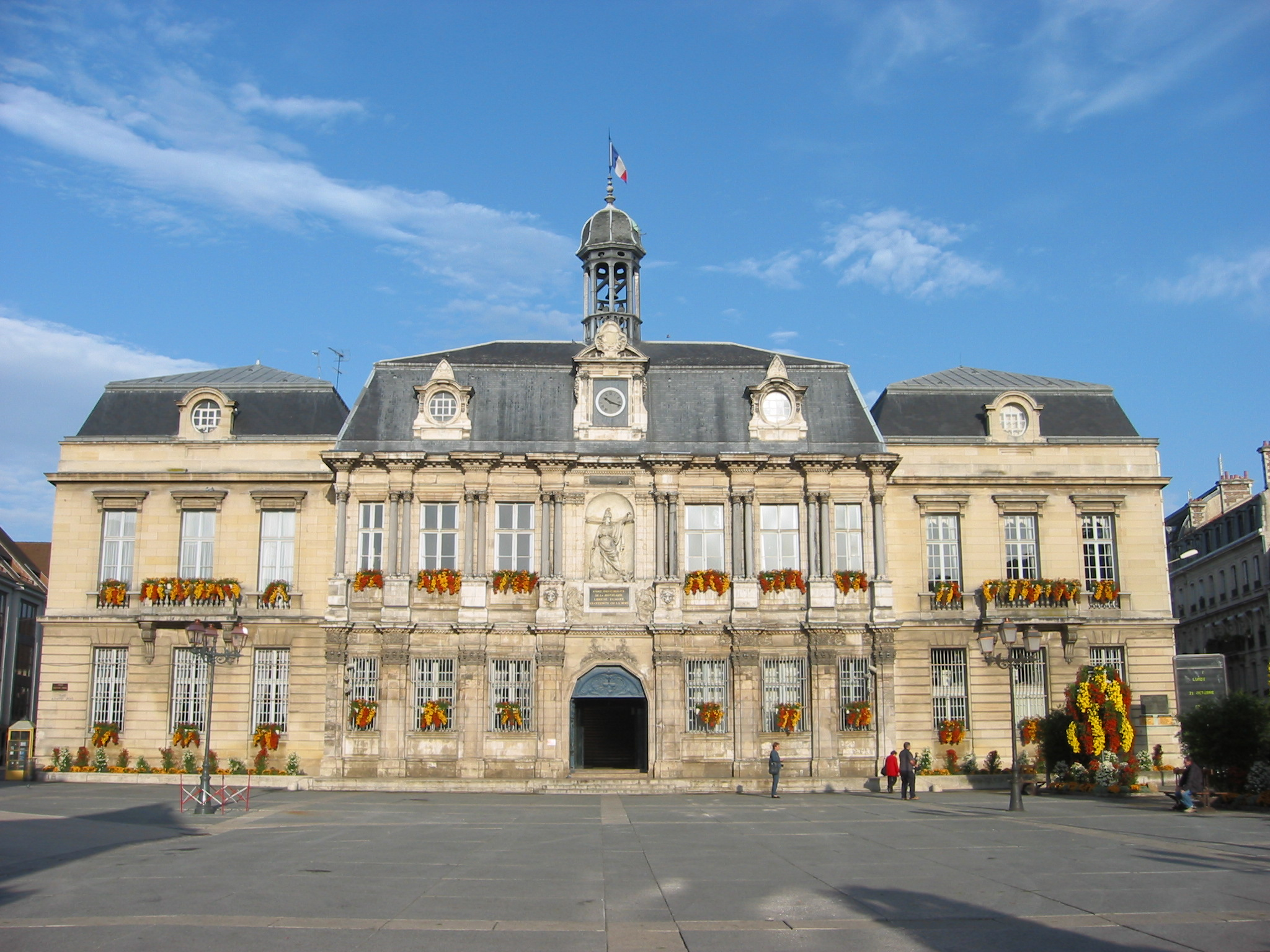
Troyes
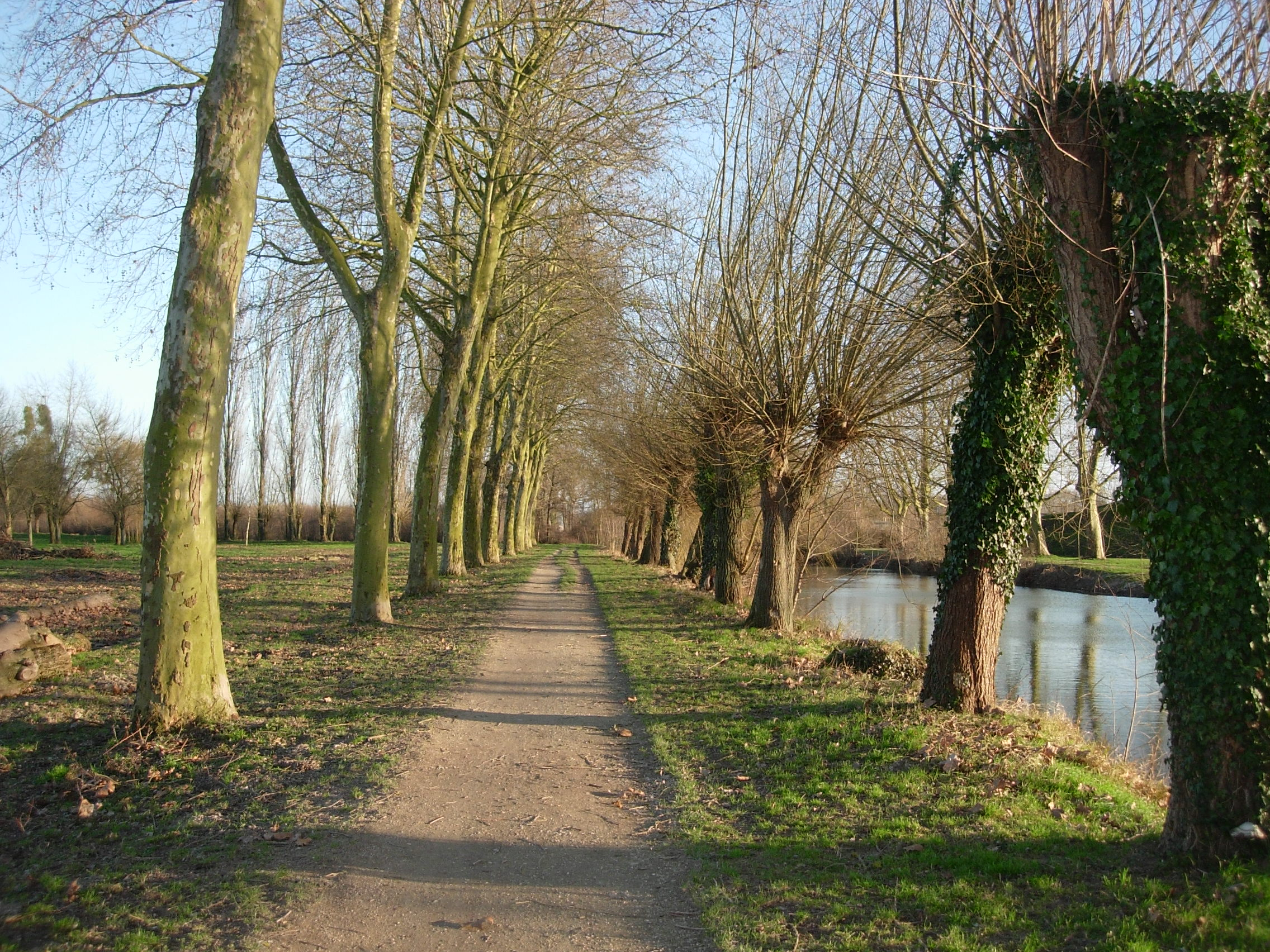
Romilly-sur-Seine
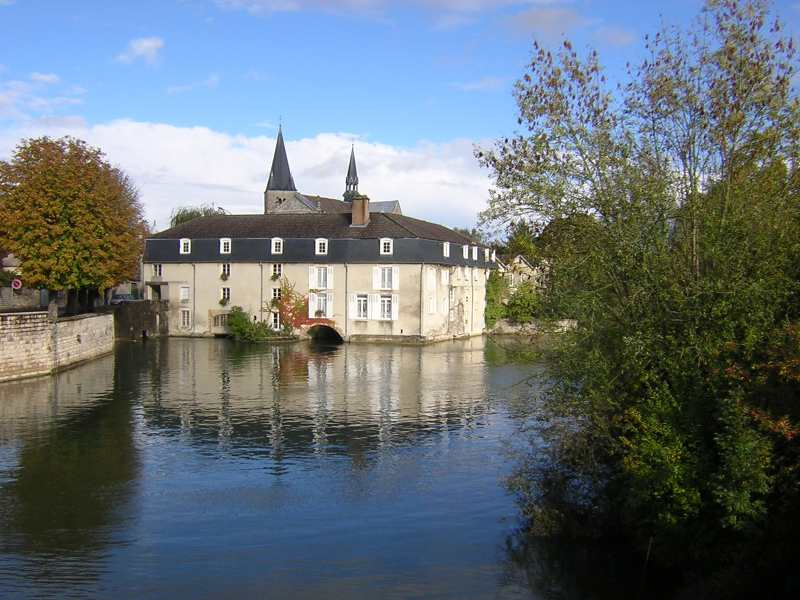
Bar-sur-Aube
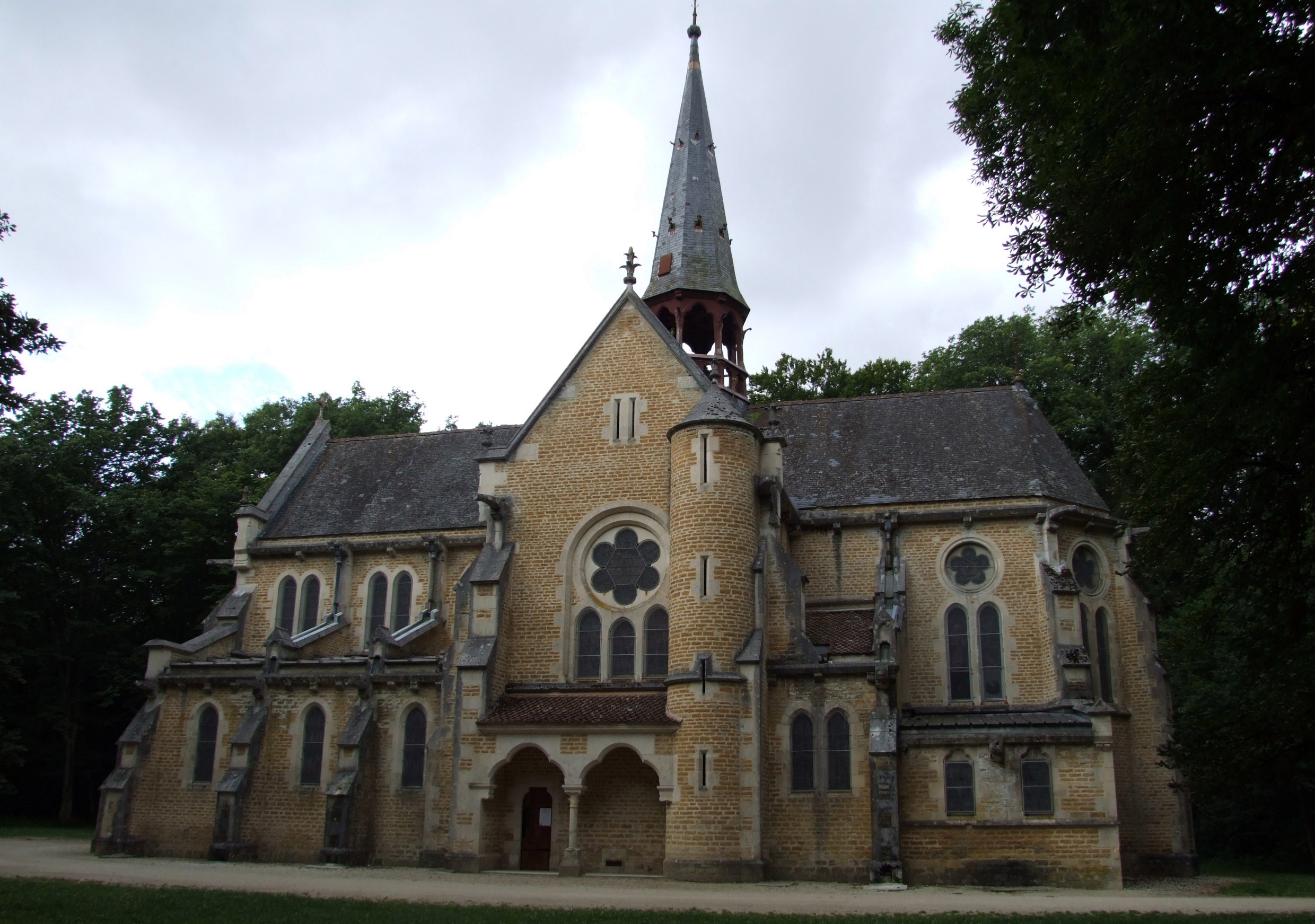
Bar-sur-Seine